# Rušizam
Rusofašizam ili rušizam (rus. рашизм, la. rašizm; iz "Rusija, ruski" i itl. fascismo — fašizam, iz kojeg je preuzet kraj) je navodna politička ideologija i društvena praksa vladajućeg režima Ruske Federacije u 21. stoljeću.

## Povijest
Među brojnim radikalnim nacionalističkim pokretima 1990-ih u Rusiji je i krajnje desna fašistička Narodna nacionalna stranka Rusije (PNP), koju su 1994. osnovali Aleksandar Ivanov-Suharevski, filmski redatelj po obrazovanju, i Aleksej Širopajev, inspiriran fašizmom. Pravoslavlje i kozački pokreti i širila ideologiju, koju je nazvala "ruskom". Ova ideologija bila je kombinacija populizma, rasnog i antisemitskog misticizma, nacionalnog ekologije, pravoslavlja i nostalgije za carem. Stranka je brojala svega nekoliko tisuća članova, ali je povijesno utjecala na izvanparlamentarnu scenu u Rusiji kroz poznate novine Ja sam Rus, Baština predaka i Era Rossii. Stranka je ubrzo naišla na probleme sa zakonom zbog izazivanja etničke mržnje, novine Ya Russky na kraju su zabranjene 1999., a Ivanov-Suharevsky je osuđen na višemjesečnu zatvorsku kaznu, no nakon puštanja na slobodu ostao je važna ličnost u krugovima bliskim ruskim piscima dugo vremena. i nastavio svoje aktivnosti.
Alexander J. Motyl jedan je od zapadnih politologa i povjesničara koji istražuje ruski fašizam. Timothy Snyder smatra da je Putin i njegov režim izravno pod utjecajem proroka ruskog fašizma — Ivana Iljina. Vladislav Inozemtsev, ruski akademik, smatra da je Rusija fašistička država u ranoj fazi proglašavajući sadašnji ruski politički režim fašističkim. Tomasz Kamusella, poljski znanstvenik koji se bavi istraživanjem nacionalizma i etničke pripadnosti, i Alister Heath, novinar The Daily Telegrapha, nazivaju trenutni autoritarni ruski politički režim Putinovim fašizmom. Maria Snegovaya vjeruje da je Rusija koju vodi Putin fašistički režim.

## Ideologija rusofašizma
Prema riječima profesora Oleksandra Kostenka, rusizam je ideologija koja se “temelji na iluzijama i opravdava dopuštenost bilo kakve samovolje zarad pogrešno protumačenih interesa ruskog društva. U vanjskoj politici, rasizam se očituje, posebice, kršenjem načela međunarodnog prava, nametanjem svoje verzije povijesne istine svijetu isključivo u korist Rusije, zlouporabom prava veta u Vijeću sigurnosti UN-a i tako dalje. U unutarnjoj politici rasizam je kršenje ljudskih prava na slobodu mišljenja, progon pripadnika „pokreta neslaganja“, korištenje medija za dezinformiranje svojih ljudi i tako dalje.“ Oleksandr Kostenko također smatra rusizam manifestacijom sociopatije. Američko-japanski politolog i politički ekonomist Francis Fukuyama, također je iznio stavove da je u ljeto 2022. godine kazavši da Putinova Rusija sliči na nacističku Njemačku. Fukuyama kaže da je u ovom trenutku jedina ideologija Rusije ekstremni nacionalizam, no ponešto slabije institucionaliziran od onog u Hitlerovoj Njemačkoj.